# Slaget ved Katia
Slaget ved Katia var en kamp, som blev udkæmpet øst for Suez-kanalen og nord for El Ferdan Station, i nærheden af Katia og Oghratina, den 23. april 1916 i felttoget i Sinai og Palæstina under 1. Verdenskrig i Mellemøsten. En osmannisk styrke under ledelse af den tyske general Friedrich Freiherr Kress von Kressenstein udførte et overraskelsesangreb på 3½ eskadroner af den britiske 5. beredne brigade, som var vidt spredt øst for Romani. Den beredne brigade var blevet beordret til området for at beskytte den nye jernbane og vandrøret, som var under bygning fra Qantara ved Suezkanalen, da dette byggeri fortsatte forbi kanalzonens forsvarslinjer ud på Sinai-halvøen mod Romani. Kress Von Kressensteins angreb var en fuld succes og decimerede den britiske styrke, som ikke var meget større end et regiment. Samme dag mislykkedes et tilhørende osmannisk angreb mod Duidar, meget tæt på Suez-kanalen, da det mødte stærk britisk modstand.
Kress von Kressensteins styrke havde været aktiv i området siden den angrebet på Suez-kanalen i begyndelsen af 1915, hvor tre kolonner angreb kanalen af den nordlige, centrale og sydlige rute over Sinai-halvøen. Den voksende britiske styrke gjorde angreb mod Suez-kanalen vanskelige, og fjernede den osmanniske styrkes dominans i området. De osmanniske angreb den 23. april viste deres hensigt om at fortsætte med at modsætte sig det britiske imperium i regionen.
Den britiske reaktion på disse angreb var imidlertid at fordoble troppestyrken. 2. lette beredne brigade og den newzealandske beredne brigade blev sendt til Katia og Romani og etablerede en stærk britisk tilstedeværelse i området. Snart efter blev den australske 1. lette beredne brigade og sendt til området og 52. infanteridivision ankom til Romani kort tid senere. I begyndelsen af august blev slaget ved Romani udkæmpet på meget af det samme område som slaget ved Katia.

## Baggrund
I 1915 imødegik Sir Archibald Murray, den britiske øverstkommanderende i Egypten, truslen fra Kress von Kressensteins styrker ved Suez-kanalen ved at organisere forsvaret i tre sektorer. No. 1 (Sydlige) sektor, med hovedkvarter i Suez, dækkede området fra Suez til Kabrit, No. 2 (Centrale) sektor, med hovedkvarter i Ismailia, dækkede området fra Kabrit til Ferdan og No. 3 (Nordlige) sektor, med hovedkvarter i Port Said, dækkede området fra Ferdan til Port Said. No. 3 sektor havde også et fremskudt hovedkvarter ved Qantara. For at støtte disse fremskudte forsvarsstillinger forbedrede briterne deres kommunikationslinjer ved at udnygge jernbanelinjen fra Cairo til Suezkanalen til to spor, og de pumpede også vand fra Nilen gennem Ferskvandskanalen for at forsyne tropperne og byerne langs Suezkanalen.
Efter afslutningen af slaget om Gallipoli havde begge sider store mængder tropper, som kunne indsættes, og briterne besluttede at flytte forsvaret af Suezkanalen østpå fra kanalen ud i Sinaiørkenen. Murray ville forlænge jernbanen og vandrøret til Katia, så en permanent fremskudt base med 50.000 mand kunne etableres. I februar 1916 bad han om tilladelse fra det britiske krigsministerium i London til at forlænge jernbanen og rørledningen længere ind i Sinai til al-Arish. Han mente, at en sådan fremrykning ad den nordlige rute, kombineret med ødelæggelse af brøndene ved den centrale rute og fast patruljering fra en base ved al-Arish, kunne sikre Suezkanalen permanent. En fremrykning til Katia blev godkendt af krigsministeriet, men der blev ikke taget beslutning om en fremrykning til al-Arish.
Den første skibsladning skinner og sveller ankom til Qantara den 10. marts og fire uger senere var der lagt 25 km spor i retning mod Katia af det egyptiske arbejdskorps og Royal Engineers. Der var også to nye udnævnelser: Brigadegeneral Edgar Askin Wiggin overtog kommando en over Katia distriktet den 6. april og tre dage senere fik generalmajor H. A. Lawrence ansvaret for No. 3 Sektor af kanalforsvaret, som dækkede den nordlige sektor.
I mellemtiden blev der gennemført flere angreb af den beredne australske brigade og bikaner kamelkorpset ledsaget af det egyptiske kameltransport korps, som fragtede forsyninger, feltrationer og ammunition. Formålet med disse angreb var at ødelægge vandressourcer på den centrale rute gennem Sinaihalvøen, som havde været anvendt af osmannerne under detn første Suez offensiv i slutningen af januar og begyndelsen af februar 1915.
For at yde beskyttelse til jernbanearbejderne og infrastrukturen blev 5. beredne brigade beordret frem til Katia. I begyndelsen af april blev der imidlertid sporet tegn på fornyet osmannisk aktivitet i området og derfor blev 5. australske lette beredne regiment sendt af sted for at forstærke 5. beredne brigade. Den skulle ankomme til Katia den 24 April.

## Forspil

### Osmanniske styrker
Kress von Kressenstein ville udfordre den voksende britiske tilstedeværelse med en styrke på 95 officerer og 3.560 af anden rang af 1. og 2. bataljon og et kompagni af 3. bataljon af 32. regiment, et regiment arabiske irregulære tropper på kameler og seks bjergkanoner, et batteri med 75 mm kanoner fra 8. feltartilleriregiment og 2 kanoner fra 9. feltartilleriregiment, to felt ambulancer og en ammunitionskolonne.

Den osmanniske og arabiske styrke krydsede Sinai-halvøen ad den nordlige rute, som forløber langs med Middelhavet. En række oaser med dadelpalmer og sikre vandkilder strækker sig over 15 km fra Bir el Abd i øst til Oghratina, Katia og Romani nær Suez-kanalen. Disse oaser gør den nordlige rute anvendelig fra den osmannisk-egyptiske grænse ved Rafah til al-Arish og Romani, og britiske strateger anså det for muligt, at 250.000 osmanniske tropper kunne krydse Sinai og 80.000 være stationeret i dette frugtbare område. Den som kunne kontrollere området ved Katia og Romani ville være i stand til at beskytte kanalen eller kunne angribe den. Området blev næsten dagligt afpatruljeret af osmanniske fly, som bombarderede den nyligt etablerede lejr ved Katia den 20. april, og både Katia og Romani den følgende dag.

### De britiske styrkers placering
Den 23. april 1916 var Påskesøndag og ved daggry var 5. beredne brigade spredt over et stort område. Brigaden bestod af Warwickshire Yeomanry, Royal Gloucestershire Hussars og Queen's Own Worcestershire Hussars. Disse regimenter var placeret som følger:
Ved Oghrantina var der to eskadroner kavaleri fra Worcestershire Hussars (undtagen en trop) samt fire officerer og 60 fra ingeniørtropperne.
Ved Katia var der en eskadron og en maskingeværgruppe fra Gloucestershire Hussars, sammen med 40 afsiddede mænd fra Worcestershire Hussars, og en gruppe fra lægekorpset, dyrlægekorpset og kameltransport.
Ved Bir el Hamisah lå Warwickshire Yeomanry (undtagen en eskadron), og en eskadron og en trop fra Worcestershire Hussars.
Ved Romani, nær Pelusium, lå Gloucestershire Hussars (undtagen en eskadron) og en maskingeværgruppe i reserve.
Ved den lille oase Dueidar 21 km syd-sydvest for Katia var der 156 mand. 120 fra 5. bataljon af Royal Scots Fusiliers og 36 fra Bikanir kamelkorpset med nogle få Yeomanry. 4. bataljon af Royal Scots Fusiliers fra 52. division holdt Hill 70, 8 km bag Dueidar.
Den 22. april var Wiggin og hans brigadehovedkvarter, med en eskadron og en trop fra Worcestershire Hussars, ankommet til Bir el Hamisah fra Katia. Wiggin rykkede dertil som reaktion på en efterretningsrapport om at en osmannisk styrke var ved Bir el Mageibra et stykke mod syd og i overensstemmelse med hans overordnede, H. A. Lawrence, forberedte han sig på at gennemføre et overraskelsesangreb. Ved daggry den 23. april fandt Wiggin en stor, men næsten tom, lejr ved Bir el Mageibra, ødelagde den og tog 6 fanger. Han var tilbage ved Bir el Hamisah kl. 9, efter at have tilbagelagt 25 km. da han hørte nyheden om de osmanniske angreb.

## Slaget

### Oghratina
Oasen ved Oghratina var blevet besat af en eskadron fra Worcestershire Hussars og en afdeling fra Royal Engineers 36 timer inden det osmanniske angreb. En anden eskadron ankom blot 12 timer inden angrebet, så der har ikke været omfattende forsvarsværker. Disse eskadroner trådte an kl. 4 om morgenen i tyk havgus, hvilket var almindeligt på den tid af året. De hørte lyden af pumper, som arbejdede i brønde 450 meter mod sydvest, og en officer som undersøgte sagen fandt omkring 60 osmanniske soldater. Briterne overraskede fuldstændig den lille osmanniske styrker, åbnede ild og forårsagede svære tab, men da de fulgte efter de retirerende osmanner blev de mødt af riffelild fra en meget større styrke. Snart efter blev britiske eskadroner til højre angrebet og kl. 5.15 var hele lejren under angreb fra nord, øst og sydøst i overvældende styrke i en afstand af 50 meter eller mindre.
Det osmanniske angreb begyndte med kraftig beskydning fra bjergkanoner, maskingeværer og rifler. Selv om lederen af den britiske styrke havde ordre til at trække sig tilbage, hvis han blev udsat for et større angreb, kunne han ikke efterlade de afsiddede ingeniørtroper. Det osmanniske angreb blev udholdt i to timer, men kl. 7.45 var 11 officerer og 135 mand blevet dræbt. De overlevende, 4 officerer og 42 mand overgav sig.

### Katia
Klokken 3.30 blev "A" eskadronen af Gloucestershire Hussars mønstret og sadlede op. En patrulje blev sendt ud og vendte tilbage og meldte at alt var klart. Snart efter beskød en lille osmannisk patrulje på rytterne og trak sig tilbage. Omkring kl. 5.30 blev der hørt kraftig beskydning fra Oghratina, og en halv time senere fik man besked om at et angreb var blevet slået tilbage. Kl. 6.30 fik man en ny besked om at angrebet var blevet fornyet og en besked fra Romani fortalte, at Dueidar også var blevet angrebet. Kl. 7.45 blev et nyt osmannisk angreb ved Katia drevet tilbage.
Kl. 8.45 så en patrulje, som var sendt i retning mod Oghratina, 600 osmanniske soldater på march mod Katia i åben formation i to lange linjer omkring 2,5 km borte fulgt af flere tropper i formation og kavaleri som rykkede frem mod sydvest for at omringe Katia. Kl. 9.45 åbnede et batteri bjergkanoner nær El Rabah ild mod Katia fra nordøst, hvilket dræbte eller sårede nogle hest i løbet af nogle få minutter.
Frem for at trække sig tilbage til Romani eller Bir el Hamisah besluttede den ledende officer sig for at blive ved Katia og håbe på støtte fra Romani. Gloucestershire eskadronen opretholdt hurtig skydning mod det stigende antal osmanniske angribere, og lige før kl. 11 kunne man se britiske forstærkninger fra Romani og Bir el Hamisah nærme sig Katia. Kraftig ild fra osmanniske rifler og maskingeværer fortsatte i flere timer ved Katia, og osmannerne trængte gradvis ind på rytternes front og flanker. Til sidst nåede de ind på 50 meters afstand og osmannerne løb storm mod eskadronen kort før kl. 15.
Omkring kl. 13 havde Katia garnisonens ledende officer bedt en kaptajn om at hente de som holdt hestene, da der var brug for alle mand, men kaptajnen besvimede som følge af et sår inden han nåede dem. Da han genvandt bevidstheden så han at lejren var blevet erobret og galoperede sammen med de overlevende heste og hesteholdere af sted for at nå de flygtende. I alt 80 mand undslap, inklusiv den eneste officer, som kom væk fra Oghratina og Katia. To officerer blev dræbt og tre såret og taget til fange mens 17 soldater blev dræbt og 56 savnedes.

### Dueidar
Ved Dueidar forsvarede en garrison på 156 man et område på 400 gang 135 meter, som rummede 6 små skanser. Kl. 4 telefontekniker sendt afsted for at undersøge hvorfor forbindelsen til Katia var blevet afbrudt. Lederen af garnisonen besøgte stillingerne under hans kommando, udsendte en patrulje mod sydøst og beordrede sine tropper at gøre klar til kamp. Patruljen så ingenting i tågen, men kl. 5.17 så en vagtpost en stor gruppe osmanniske soldater og åbnede ild mod dem. Dette alarmerede garnisonen på den nærmeste skanse. Garnisonen bestod af 50 mand med et Lewis maskingevær, som beskød de osmanniske geledder. Så effektiv var beskydningen, at angriberne snart trak sig tilbage og efterlod 20 døde og sårede, mens et osmannisk bjergkanonbatteri var ude af stand til at ramme de britiske stillinger. Kl. 7 forsøgte osmanniske styrker at omgå den britiske stilling mod syd, men blev stoppet af beskydning fra en lille stilling på den flanke, som var bemandet med en underofficer og 6 mand. Kort efter gentog de osmanniske soldater deres angreb på den sydøstlige skanse. Nogle af dem nåede inden for 20 meter fra pigtråden, men blev igen kastet tilbage af stadig beskydning.

### Britiske og australske forstærkninger
Wiggin beordrede Worcestershire Yeomanry til at vande hestene ved at Bir el Hamisah og derpå rykke frem til Katia; men inden vandingen var afsluttet, så de granater eksplodere ved Katia, og rykkede ud kl. 9.50 for at forstærke Gloucester eskadronens linje i venstre side.
De resterende eskadroner af Warwickshire Yeomanry rykkede, efter at have vandet hestene ved Bir el Hamisah, afsted kl. 10.30 for at angribe Hod um Ugba, som lå nordøst for Katia og halvvejs mellem Bir el Hamisah og Katia. Wiggin afgik en time senere for at angribe det samme sted, og hans styrke kom i kamp med osmannernes flankerende tropper. Klokken 13.45 var Wiggin rykket omkring 1,5 km frem mod kraftig modstand, men snart efter så han bevægelse blandt kamelerne ved Katia; teltene i lejren var i brand og han besluttede, at det klogeste var at falde tilbage til Bir el Hamisah.
Forstærkninger fra Romani, under kommando af oberstløjtnant R. M. Yorke, angreb den osmanniske styrke nord for Katia, men blev fordrevet. Disse fem tropper og en maskingeværsektion fra Gloucestershire Hussars rykkede ud fra Romani kl. 1015 for at afskære en kolonne på 500 osmanner, som var under tilbagetrækning mod sydøst fra Dueidar. Kort efter at have forladt Romani blev der hørt skydning fra Katia og fra noget højereliggende terræn kunne de se det osmanniske artilleri nord for Er Rabah beskyde lejren. Da Gloucestershire Hussars rykkede frem mod det osmanniske artilleri, indstillede det skydningen, og femten minutter senere blev det set fjerne sig et stykke. Gloucestershire Hussars trængte nogle osmanniske soldater tilbage til det højtliggende terræn syd for Hod um Ugba, hvor osmanniske forstærkninger stoppede deres fremrykning. Styrken af de osmanniske angreb gjorde en gradvis tilbagetrækning nødvendig, men der blev gjort lange pauser for at give de sårede ved Romani mulighed for også at trække sig tilbage.
Uheldigvis så Gloucestershire Hussars fra Romani ikke Wiggin og hans forstærkninger på den anden flanke før det var for sent, idet de endelig kom til syne omkring kl. 15. Wiggin havde set Yorkes styrke en time tidligere, men havde ikke kunnet få kontakt til dem.
Dueidar blev forstærket af to kompagnier fra 4. bataljon af Royal Scots Fusiliers fra Hill 70 på jernbanen 8 km bagude. Da de nærmede sig Dueidar, blev en lille gruppe forstærkningen sendt til den sydøstlige skanse. Den osmanniske skyttelinje lå syd for stien mellem Dueidar og Katia og 180 meter fra den største skanse. Kort tid efter at tågen lettede nedkastede et britisk fly en meddelelse om at den osmanniske hovedstyrke var under tilbagetrækning og at der kun var omkring 150 riffelskytter, som fortsat angreb. En eskadron af det australske 5. lette beredne regiment ankom ved middagstid fra Qantara og rykkede af sted mod sydøst i forfølgelse af den osmanniske hovedstyrke, mens garnisonen ved Dueidar angreb den osmanniske bagtrop, som blev slået på flugt og efterlod 17 ikke-sårede soldater, som blev taget til fange. Resten af 5. lette beredne regiment ankom til Duidar kl. 13.30 og optog forfølgelsen. De tog en officer og 31 soldater til fange og dræbte 25. De britiske tab var på 55.

## Efterspil
Lederen af 5. beredne brigade besluttede at retirere mod Suez-kanalen og de to eskadroner fra Romani fulgte ham og efterlod meget udstyr for at nå til Bir el Nuss i løbet af natten. Wiggin ankom til Dueidar kl. 9 den 24. april med 2 eskadroner. 5. beredne brigade var blevet fuldstændig overrasket. Dens chef og hans vigtige reservestyrke havde været forkert placeret på det afgørende tidspunkt på grund af fejlagtige efterretninger, og kunne ikke støtte regimenterne. De tre og en halv eskadroner ved Oghratina og Katia blev næsten fuldstændig nedkæmpet.
Den overvældende succes for den osmanniske hærs operationer under slaget ved Katia viste hvilken styrke og beslutsomhed Kress von Kressensteins styrke besad i 1916, og deres effektive anvendelse af passende taktik, især deres timing og vildledning. Denne succes blev understøttet af det osmanniske infanteris evne til at gennemføre den udmarvende march over Sinai-halvøen og alligevel være friske nok til at indlede angreb med styrke og beslutsomhed.
Den 24. april blev Romani genbesat og lederen af den beredne ANZAK division, generalmajor Harry Chauvel overtog kommandoen over de fremskudte stillinger. 2. lette beredne brigade og den newzealandske beredne riffelbrigade og den beredne division blev beordret til Romani og genbesatte områder uden at støde på modstand. 52. infanteridivision forstærkede garnisonen ved Dueidar og kom også under Chauvels kommando.
Efter slaget blev området holdt af britiske styrker med deres hovedbaser ved Romani og Qantara. Jævnlige patruljer og rekognoscering blev gennemført i oaseområdet, indtil spørgsmålet blev løst ved slaget ved Romani i august 1916 hvor de britiske styrker vandt en afgørende sejr.